# Hunza
Hunza je manji narod u Aziji. Poznati su u svijetu po dugotrajnom i zdravom životu.

## Zemljopis
Nalaze se u planinskom području na sjeveru Pakistana, blizu granice s Afganistanom i Kinom.

## Prehrana i zdravlje
Hunze su stočarski narod. Jedu uglavnom voće i povrće koje sami uzgajaju i mliječne fermente, a meso viših kralježnjaka samo u velikim muslimanskim blagdanima. Zbog zdravog načina života i okruženja su rijetko bolesni.

## Stanovništvo
Hunze tvrde da su potomci Aleksandra Velikog (ovo je samo urbana legenda raširena 1980.-ih godina dolaskom turista koju tvrde svi tamošnji stanovnici, kao što su narodi Dardi i Balti). Sličniji su Europljanima nego drugim Azijskim narodima. U posljednjim desetljećima imaju dosta posjetitelja iz svih dijelova svijeta. Prosječan život Hunza je oko 115 godina. Mnogi žive i do 110-120 god.